# أتسوغة مرتنسيانية

أتسوغة مرتنسيانية[بحاجة لمصدر] (الاسم العلمي: Tsuga mertensiana) هي نوع من النباتات يتبع جنس الأتسوغة من فصيلة الصنوبرية.